# El xàfec. Badia de Santoña
El xàfec. Badia de Santoña és un oli sobre tela de 75 × 90,5 cm realitzat per Darío de Regoyos l'any 1900, el qual es troba al Museu Nacional d'Art de Catalunya.

## Context històric i artístic
Aquesta pintura reflecteix l'acusada personalitat artística de Regoyos, el qual, després de residir a Madrid, Brussel·les i el País Basc, va viure a Barcelona els darrers dos anys de la seua vida. El contacte que havia mantingut amb l'ambient artístic català el 1898, arran de la publicació parcial del seu llibre La España negra a la revista Luz, havia posat ja de manifest que el seu llenguatge artístic superava àmpliament els plantejaments impressionistes dels primers modernistes catalans. La llarga trajectòria de Regoyos i especialment el fet d'haver format part a Brussel·les del grup Les XX i de La Libre Esthétique, així com la relació que va mantenir amb els impressionistes francesos Seurat i Pissarro, havien forjat el seu estil tan personal, proper als corrents postimpressionistes.
Fou un llegat de Santiago Espona el 1958.

## Descripció
Coneguda també amb el títol d´El arco iris i exposada a Madrid el 1901 amb el d´El aguacero. Bahía de Santoña, aquesta tela, concebuda en dimensions més grans i retallada pel mateix artista a causa d'un accident, és un magnífic exemple del quefer creatiu de Regoyos. Amb la seua tècnica característica a base de pinzellades curtes, en ocasions gairebé puntillistes, i una certa ingenuïtat que reflecteix la seua voluntat d'oferir una nova manera de veure l'Espanya del seu temps, Regoyos copsa una escena lluminosa i vibrant que queda emmarcada entre l'ombra ben visible en primer terme i l'arc de Sant Martí que corona el celatge.